# ألبرت جونسون (سياسي)
ألبرت جونسون (بالإنجليزية: Albert Johnson) هو صحفي وسياسي أمريكي، ولد في 5 مارس 1869 في الولايات المتحدة، وتوفي في 17 يناير 1957 في نفس البلد. حزبياً، نشط في الحزب الجمهوري. وقد انتخب عضو مجلس النواب الأمريكي.